# 申鉉碻
申鉉碻（신현확，1920年10月29日—2007年4月26日），大韓民国的高层行政官员、政治、经济人士、企业家。本贯平山，雅号干湖（간호）。第13任国務總理。
在朝鮮日治時期高等文官考试上合格后，进入日本帝国農商務省任职。創氏改名的日本名为平林佑國。大韩民国政府成立以后，仕途通畅，被称为“TK人脉的教父”，他的儿子申喆湜也官至国务调整室政策次长。
2009年8月，从《亲日人名辞典》中除名（申铉碻曾管理过战时军需物资，因此被纳入亲日人士名单，但研究所根据遗属的意见又将其除名）。

## 略歴
- 1920年 庆尚北道漆谷郡出生
- 1938年　大邱高等普通学校毕业、京城帝國大學法学系毕业
- 1943年　高級文官試驗合格、日本農商務省任职
- 1945年　独立後，任大邱大学教授
- 1951年　任商工部工業局工程課長
- 1957年　任復興部次官兼代理外資庁長
- 1959年　任復興部長（39岁）
- 1960年　四月革命时辞职，因3、15选举舞弊相关被拘留
- 1968年  任東海電力、双龍産業社長
- 1973年　当选第9届民主共和党国会议员，回归政界
- 1975年　被任命为保健社会部長
- 1978年　任经济副总理兼經经济企划院长
- 1979年　12月13日被崔圭夏総統任命为国務總理
- 1980年5月21日辭去国務總理，转任憲法改正審議委員会委員長
- 1981年  任国政咨询委员
- 1983年  任韩日合作委员会委员长
- 1986年  退出政界，任三星物产会长、三星美术文化财团理事长
- 1988年  担任盧泰愚政権的行政改革委员会委员长
- 1999年  担任朴正熙总统纪念事业协会会长
- 1999年  担任全国经济人联合会企业伦理委员长
- 2007年4月26日因脊椎骨折去世，年86岁。

| 大韩民国政府职务 | 大韩民国政府职务                                  | 大韩民国政府职务 |
| ---------------- | ------------------------------------------------- | ---------------- |
| 前任： 崔仁圭    | 韩国外资厅长 1958年2月22日- 1958年12月10日        | 繼任： 安喜慶    |
| 前任： 宋仁相    | 第4任复兴部长 1959年3月20日- 1960年4月28日        | 繼任： 全禮鎔    |
| 前任： 高在珌    | 第16任保健社会部长 1975年12月9日- 1978年12月22日  | 繼任： 洪性澈    |
| 前任： 南悳祐    | 第7任副总理兼经济企划院长 1978年12月 - 1979年12月 | 繼任： 李漢彬    |
| 前任： 崔圭夏    | 第13任韩国国务总理 1979年12月13日- 1980年5月21日  | 繼任： 朴忠勋    |